# 斯多克東伯爵

斯多克東伯爵盾徽。

斯多克東伯爵（Earl of Stockton）屬於聯合王國貴族爵位，創設於1984年2月24日。
此伯爵爵位額外附有東薩塞克斯郡（East Sussex）塞爾活門（Chelwood Gate）與克里夫蘭郡蒂斯河畔斯多克東（Stockton-on-Tees）之歐文登的麥美倫子爵（Viscount Macmillan of Ovenden）。此子爵頭銜屬禮節性頭銜，只有現任伯爵的爵位繼承人兼長子方可使用此頭銜。
迄今，這是英國歷史上，最後一個為非英國王室成員而創設的世襲貴族爵位。

## 斯多克東伯爵 （1984年）
- 莫里斯·哈羅德·麥美倫，第一代斯多克東伯爵 （1894年—1986年）
  - 莫里斯·麥美倫，歐文登的麥美倫子爵 （1921年—1984年）
- 亞歷山大·丹尼爾·艾倫·麥美倫，第二代斯多克東伯爵 （1943年—）

伯爵爵位之法定繼承人為丹尼爾·莫里斯·艾倫·麥美倫，歐文登的麥美倫子爵 （1974年—）